# Ivan Slišković
Ivan Slišković (* 23. Oktober 1991 in Split) ist ein kroatischer Handballspieler. Der 1,97 m große und 98 kg schwere Rechtshänder wird meist auf Rückraum links eingesetzt.

## Verein
Slišković debütierte in der kroatischen Premijer Liga beim RK Nexe Našice. In den Spielzeiten 2011/12 und 2012/13 wurde er Vizemeister. Mit Našice erreichte er außerdem das Achtelfinale im EHF-Pokal 2011/12 und die zweite Runde 2012/13. Ab 2013 lief er für den slowenischen Verein Celje Pivovarna Lasko auf und gewann 2014 und 2015 die Meisterschaft und den Pokalwettbewerb. In der EHF Champions League 2013/14 erreichte er das Achtelfinale. Seit dem Sommer 2015 stand er beim ungarischen Rekordmeister Telekom Veszprém unter Vertrag. Mit Veszprém gewann er 2016 sowohl die ungarische Meisterschaft als auch den ungarischen Pokal. Nach den Olympischen Spielen 2016 erkrankte er am Pfeiffer-Drüsenfieber. Nach 15-monatige Pause unterschrieb er im November 2017 einen Vertrag bei RK Celje. Mit Celje gewann er 2018 die slowenische Meisterschaft sowie den slowenischen Pokal. Im Sommer 2018 wechselte er zum deutschen Erstligisten Frisch Auf Göppingen. Ab der Saison 2020/21 stand er beim portugiesischen Verein FC Porto unter Vertrag. Mit Porto gewann er 2021 und 2022 die portugiesische Meisterschaft sowie 2021 den portugiesischen Pokal. Zur Saison 2022/23 kehrte Slišković in die Bundesliga zurück und spielte eine Saison für den TVB 1898 Stuttgart. Anschließend wechselte er nach Griechenland zu Olympiakos SFP. Mit Olympiakos gewann er 2024 die griechische Meisterschaft.

## Nationalmannschaft
Slišković gewann mit der kroatischen Jugendauswahl die Goldmedaille bei der U-19-Weltmeisterschaft 2009. Mit der kroatischen Nationalmannschaft nahm Slišković an der Europameisterschaft 2014 teil und belegte den vierten Platz. Dabei traf er in vier Einsätzen zehnmal. Bei den Mittelmeerspielen 2013 unterlag er im Finale Ägypten. Weiterhin nahm er an den Olympischen Spielen 2016 in Rio de Janeiro teil. Bei der Weltmeisterschaft 2019 belegte er mit Kroatien den 6. Platz. Bisher bestritt er 62 Länderspiele, in denen er 140 Tore erzielte. (Stand: 1. Februar 2019)